# Un gran embolic
Un gran embolic (títol original en anglès: Big Trouble) és una pel·lícula estatunidenca dirigida per John Cassavetes, estrenada el 1986.

## Argument[calcitació]
Leonard Hoffman, corredor d'assegurances, no té mitjans econòmics per enviar els seus nens a la Universitat Yale. Convocat a una luxosa propietat de Beverly Hills per Blanche Rickey, decideix fer una assegurança fraudulenta i així li ven una assegurança de vida molt especial.

## Repartiment
- Peter Falk: Steve Rickey
- Alan Arkin: Leonard Hoffman
- Beverly D'Angelo: Blanche Rickey
- Charles Durning: O'Mara
- Robert Stack: Winslow
- Paul Dooley: Noozel
- Valerie Curtin: Arlene Hoffman
- Richard Libertini: Dr. Lopez
- Steve Alterman: Peter Hoffman
- Jerry Pavlon: Michael Hoffman
- Paul La Greca: Joshua Hoffman